# Premi BSFA
I Premi BSFA (in lingua inglese British Science Fiction Association Awards) sono una serie di riconoscimenti assegnati annualmente ad opere di fantascienza capaci di "...promuovere il genere e far leggere, parlare e apprezzare tutto ciò che la fantascienza contemporanea ha da offrire".
Assegnati dalla British Science Fiction Association a partire dal 1970, sono articolati in 4 categorie: miglior romanzo, miglior racconto, miglior opera artistica e miglior saggio.
La cerimonia di premiazione avviene all'interno dell'annuale Eastercon Convention.

## Albo d'oro[5]
1969
Romanzo: Tutti a Zanzibar (Stand on Zanzibar) di John Brunner
1970
Romanzo: L'orbita spezzata (The Jagged Orbit) di John Brunner
1971
Raccolta di racconti: The Moment of Eclipse di Brian Aldiss
1972
Nessun premio - Voti insufficienti
1973
Romanzo: Incontro con Rama (Rendezvous with Rama) di Arthur C. Clarke
Premio speciale: Billion Year Spree di Brian Aldiss
1974
Romanzo: Il mondo alla rovescia (Inverted World) di Christopher Priest
1975
Romanzo: Sfera orbitale (Orbitsville) di Bob Shaw
1976
Romanzo: Brontomek! di Michael G. Coney
Premio Speciale: A Pictorial History of Science Fiction di David Kyle
1977
Romanzo: The Jonah Kit di Ian Watson
1978
Romanzo: Un oscuro scrutare (A Scanner Darkly) di Philip K. Dick
Raccolta di racconti: Deathbird Stories di Harlan Ellison
Media: The Hitchhiker's Guide to the Galaxy (sceneggiato radiofonico) - Douglas Adams
1979
Romanzo: L'allegra compagnia del sogno (The Unlimited Dream Company) di J. G. Ballard
Racconto: Palely Loitering di Christopher Priest (The Magazine of Fantasy and Science Fiction)
Media: The Hitchhiker's Guide to the Galaxy (album)
Artista: Jim Burns
1980
Romanzo: Timescape di Gregory Benford
Racconto: Il bravo piccolo tostapane. Una favola per elettrodomestici (The Brave Little Toaster) di Thomas M. Disch (The Magazine of Fantasy and Science Fiction)
Media: The Hitchhiker's Guide to the Galaxy (secondo sceneggiato radiofonico) - Douglas Adams
Artista: Peter Jones
1981
Romanzo: L'ombra del torturatore (The Shadow of the Torturer) di Gene Wolfe
Racconto: Mythago Wood di Robert Holdstock (The Magazine of Fantasy and Science Fiction)
Media: I banditi del tempo (Time Bandits) film
Artista: Bruce Pennington
1982
Romanzo: La primavera di Helliconia (Helliconia Spring) di Brian Aldiss
Racconto: Kitemaster di Keith Roberts (Interzone)
Media: Blade Runner film
Artista: Tim White
1983
Romanzo: Robot fuorilegge (Tik-Tok) di John Sladek
Racconto: After-Images di Malcolm Edwards (Interzone 4)
Media: Android - Molto più che umano (Android) film
Artista: Bruce Pennington
1984
Romanzo: La foresta dei Mitago (Mythago Wood) di Robert Holdstock
Racconto: The Unconquered Country di Geoff Ryman (Interzone)
Media: In compagnia dei lupi (The Company of Wolves) film
Artista: Jim Burns
1985
Romanzo: L'inverno di Helliconia (Helliconia Winter) di Brian Aldiss
Racconto: Cube Root di David Langford (Interzone 11)
Media: Brazil (Brazil) film
Artista: Jim Burns
1986
Romanzo: Sfida al cielo (The Ragged Astronauts) di Bob Shaw
Racconto: Kaeti and the Hangman di Keith Roberts (nella raccolta Kaeti & Company)
Media: Aliens - Scontro finale (Aliens) film
Artwork: The Clocktower Girl di Keith Roberts
1987
Romanzo: Gráinne di Keith Roberts
Racconto: Love Sickness di Geoff Ryman (Interzone 20/21)
Media: Star Cops serie TV
Artwork: copertina del Worldcon Programme Book di Jim Burns
1988
Romanzo: La regione sconosciuta (Lavondyss) di Robert Holdstock
Racconto: Dark Night in Toyland di Bob Shaw (Interzone)
Media: Chi ha incastrato Roger Rabbit (Who Framed Roger Rabbit) film
Artwork: copertina di La regione sconosciuta di Alan Lee
1989
Romanzo: Maledette piramidi (Pyramids) di Terry Pratchett
Racconto: In Translation di Lisa Tuttle (Zenith)
Media: Red Dwarf serie TV
Artwork: copertina di Other Edens III di Jim Burns
1990
Romanzo: Take Back Plenty di Colin Greenland
Racconto: The Original Doctor Shade di Kim Newman (Interzone 36)
Media: I segreti di Twin Peaks (Twin Peaks) serie TV
Artwork: copertina di The Difference Engine e Interzone 40 di Ian Miller
1991
Romanzo: La caduta di Hyperion (The Fall of Hyperion) di Dan Simmons
Racconto: Bad Timing di Molly Brown (Interzone)
Media: Terminator 2 - Il giorno del giudizio (Terminator 2: Judgment Day) film
Artwork: copertina di Interzone 45 di Mark Harrison
1992
Romanzo: Il rosso di Marte (Red Mars) di Kim Stanley Robinson
Racconto: Innocents di Ian McDonald (New Worlds 2)
Artwork: copertina di Hearts, Hands and Voices di Jim Burns
1993
Romanzo: Aztec Century di Christopher Evans
Racconto: The Ragthorn di Robert Holdstock e Garry Kilworth (Interzone)
Artwork: Jim Burns (copertina di Marte più di Paul J. McAuley)
Premio speciale: The Encyclopedia of Science Fiction a cura di John Clute e Peter Nicholls
1994
Romanzo: Criptosfera (Feersum Endjinn) di Iain Banks
Racconto: The Double Felix di Paul Di Filippo (Interzone)
Artwork: Jim Burns (copertina di Interzone 79)
1995
Romanzo: L'incognita tempo (The Time Ships) di Stephen Baxter
Racconto: The Hunger and Ecstasy of Vampires di Brian Stableford (Interzone 91/92)
Artwork: Jim Burns (copertina di Seasons of Plenty)
1996
Romanzo: L'altro universo (Excession) di Iain Banks
Racconto: A Crab Must Try di Barrington J. Bayley (Interzone 103)
Artwork: Jim Burns  (copertina di Ancient Shores)
1997
Romanzo: The Sparrow di Mary Doria Russell
Racconto: War Birds di Stephen Baxter (Interzone 126)
Artwork: SMS (The Black Blood of the Dead copertina di Interzone 116)
1998
Romanzo: Esperienze estreme (The Extremes) di Christopher Priest
Racconto: La Cenerentola di Gwyneth Jones (Interzone 136)
Artwork: Jim Burns, Lord Prestimion (copertina di Interzone 138)
1999
Romanzo: The Sky Road di Ken MacLeod
Racconto: Hunting the Slarque di Eric Brown (Interzone 141)
Artwork: Jim Burns, Darwinia (copertina di Darwinia di Robert Charles Wilson)
2000
Romanzo: Ash. Una storia segreta (Ash: A Secret History) di Mary Gentle
Racconto: The Suspect Genome di Peter F. Hamilton (Interzone 156)
Artwork: Hideaway di Dominic Harman (copertina di Interzone 157)
2001
Romanzo: La città del cratere (Chasm City) di Alastair Reynolds
Racconto: Children of Winter di Eric Brown (Interzone 163)
Artwork: copertina di Omegatropic di Colin Odell
Saggio: Omegatropic di Stephen Baxter
2002
Romanzo: The Separation di Christopher Priest
Racconto: Coraline di Neil Gaiman
Artwork: copertina di Interzone 179 di Dominic Harman
Pubblicazione correlata: Introduzione a Maps: The Uncollected John Sladek di David Langford
2003
Romanzo: Felaheen di Jon Courtenay Grimwood
Racconto: I lupi nei muri (The Wolves in the Walls) di Neil Gaiman & Dave McKean
Artwork: copertina di The True Knowledge of Ken MacLeod di Colin Odell
Saggio: Reading Science Fiction di Farah Mendlesohn
2004
Romanzo: Il fiume degli dei (River of Gods) di Ian McDonald
Racconto: Mayflower II di Stephen Baxter
Artwork: copertina di Newton's Wake di Stephan Martinière
2005
Romanzo: Air: Or, Have not Have di Geoff Ryman
Racconto: Magia per principianti (Magic for Beginners) di Kelly Link
Artwork: copertina di Interzone 200 di Pawel Lewandowski
Saggio: Soundings: Reviews 1992-1996 di Gary K. Wolfe
2006
Romanzo: End of the World Blues  di Jon Courtenay Grimwood
Racconto: The Djinn's Wife di Ian McDonald
Artwork: Angelbot, copertina di Time Pieces di Christopher Baker
2007
Romanzo: Brasyl di Ian McDonald
Racconto: Lighting Out di Ken MacLeod
Artwork: Cracked World, copertina di disLocations di Andy Bigwood
2008
Romanzo: The Night Sessions di Ken MacLeod
Racconto: Respiro (Exhalation) di Ted Chiang
Artwork: copertina di Subterfuge di Andy Bigwood
Saggio: Rhetorics of Fantasy di Farah Mendlesohn
2009
Romanzo: La città e la città (The City & the City) di China Miéville
Racconto: The Beloved Time of Their Lives di Ian Watson e Roberto Quaglia
Artwork: copertina di Desolation Road di Stephan Martinière
Saggio: Mutant Popcorn di Nick Lowe
2010
Romanzo: The Dervish House di Ian McDonald
Racconto: The Ship Maker di Aliette de Bodard
Artwork: copertina di Zoo City di Joey Hi-Fi
Saggio: Blogging the Hugos: Decline di Paul Kincaid
2011
Romanzo: The Islanders di Christopher Priest
Racconto: The Copenhagen Interpretation di Paul Cornell
Artwork: copertina di The Noise Revealed di Dominic Harman
Saggio: The Encyclopedia of Science Fiction (terza edizione) di John Clute, Peter Nicholls, David Langford e Graham Sleight
2012
Romanzo: Jack Glass di Adam Roberts
Racconto: Adrift on the Sea of Rains di Ian Sales
Artwork: copertina di Jack Glass di Blacksheep
Saggio: The World SF Blog a cura di Lavie Tidhar
2013
Romanzo: Ancillary Justice - La vendetta di Breq (Ancillary Justice) di Ann Leckie ex aequo Ack-Ack Macaque di Gareth L. Powell
Racconto: Spin di Nina Allan
Artwork: copertina di Dream London di Joey Hi-Fi
Saggio: Wonderbook by Jeff VanderMeer
2014
Romanzo: Ancillary Sword - La stazione di Athoek (Ancillary Sword) di Ann Leckie
Racconto: The Honey Trap di Ruth E. J. Booth
Artwork: The Wasp Factory da Iain Banks di Tessa Farmer
Saggio: Science Fiction and Fantasy Writers and the First World War di Edward James
2015
Romanzo: House of Shattered Wings di Aliette de Bodard
Racconto: Three Cups of Grief, by Starlight di Aliette de Bodard
Artwork: copertina di Pelquin's Comet di Jim Burns
Saggio: Rave and Let Die: the SF and Fantasy of 2014 di Adam Roberts
2016
Romanzo: Europe in Winter di Dave Hutchinson
Racconto: Liberty Bird di Jaine Fenn
Artwork: copertina di Central Station di Sarah Anne Langton
Saggio: 100 African Writers of SFF di Geoff Ryman
2017
Romanzo: The Rift di Nina Allan
Racconto: The Enclave di Anne Charnock
Artwork: copertina di The Ion Raider di Jim Burns ex aequo copertina di Waiting on a Bright Moon di Victo Ngai
Saggio: Iain M. Banks di Paul Kincaid
2018
Romanzo: Focolai di guerra (Embers of War) di Gareth L Powell
Racconto: Time Was di Ian McDonald
Artwork: In the Vanishers' Palace: Dragon I and II di Likhain
Saggio: On motherhood and erasure: people-shaped holes, hollow characters and the illusion of impossible adventures di Aliette de Bodard
2019
Romanzo: I figli della caduta (Children of Ruin) di Adrian Tchaikovsky
Racconto: This is How You Lose the Time War di Amal El-Mohtar & Max Gladstone
Artwork: copertina di Wourism and Other Stories di Chris Baker
Saggio: The Pleasant Profession of Robert A. Heinlein di Farah Mendlesohn
2020
Romanzo: The City We Became di N. K. Jemisin
Racconto: Infinite Tea in the Demara Cafe di Ida Keogh
Artwork: Shipbuilding Over the Clyde di Iain Clarke
Saggio: It's the End of the World: But What Are We Really Afraid Of di Adam Roberts
2021
Romanzo: Shards of Earth di Adrian Tchaikovsky
Racconto: Fireheart Tiger di Aliette de Bodard
Artwork: Glasgow Green Woman di Iain Clarke
Saggio: Worlds Apart: Worldbuilding in Fantasy and Science Fiction di Francesca T. Barbini
Libro per ragazzi: Iron Widow di Xiran Jay Zhao
2022
Romanzo: City of Last Chances di Adrian Tchaikovsky
Racconto: Of Charms, Ghosts and Grievances di Aliette de Bodard
Artwork: copertina di The Red Scholar’s Wake di Alyssa Winans
Saggio: Terry Pratchett: A Life with Footnotes di Rob Wilkins
Libro per ragazzi: Unraveller di Frances Hardinge
2023
Romanzo: The Green Man’s Quarry di Juliet E. McKenna
Racconto breve: And Put Away Childish Things di Adrian Tchaikovsky
Racconto: How to Raise a Kraken in Your Bathtub di P. Djèlí Clark
Racconto tradotto: Vanishing Tracks in the Sand di Jana Bianchi
Raccolta: The Best of British Science Fiction 2022 di Donna Scott
Artwork: copertina di The Surviving Sky (Titan) di Leo Nickolls
Saggio: A Traveller in Time: The Critical Practice of Maureen Kincaid Speller di Nina Allan
Saggio breve: 'Project Management Lessons from Rogue One di Fiona Moore
Libro per ragazzi: The Library of Broken Worlds di Alaya Dawn Johnson
Audio Fiction: The Dex Legacy di Emily Inkpen